# Ljubow Wassiljewna Schaporina
Ljubow Wassiljewna Schaporina, geboren Jakowlewa, (russisch Любовь Васильевна Шапорина, урожд. Я́ковлева; * 9. Dezemberjul. / 21. Dezember 1879greg. in St. Petersburg; † 17. Mai 1967 in Leningrad) war eine russische bzw. sowjetische Malerin und Übersetzerin.

## Leben
Nach dem Besuch des St. Petersburger Katharina-Instituts für adlige Mädchen studierte Schaporina, Tochter des Juristen Wassili Wassiljewitsch Jakowlew (1838–1912) und seiner Frau Jelena Michailowna Jakowlewa (1852–1933), Malerei bei dem Maler Alexander Makowski in den Pädagogischen Kursen in der Kaiserlichen Akademie der Künste. Mit Anna Ostroumowa-Lebedewa besuchte sie in Paris die Académie Matisse und lernte 1908 das Radieren bei Jelisaweta Kruglikowa in Paris.
Zurück in St. Petersburg beteiligte Schaporina sich an Ausstellungen der Neuen Gesellschaft der Künstler und der Ausstellungsvereinigung Mir Iskusstwa. Sie begeisterte sich für Marionetten und versuchte 1912 ein Puppentheater zu gründen, was wegen ungenügender Mittel nicht gelang. Als Künstlerin und Übersetzerin beteiligte sie sich an den Aufführungen des Puppentheaters P. P. Sasonows und J. L. Slonimskis und malte Dekorationen für das Agitationspuppentheater N. Petrows. Im Januar 1914 heiratete sie den angehenden Komponisten Juri Schaporin (1887–1966), den sie in Paris kennen gelernt hatte.
Im Ersten Weltkrieg übersetzte Schaporina 1916 Carlo Gozzis Märchentheaterstück L’augellino bel verde (Der schöne grüne Vogel) und entwarf das Bühnenbild und die Kostüme für die Marionetten, aber ihre Inszenierung wurde von N. Petrow nicht angenommen. Nach der Oktoberrevolution wurde in Petrograd im April 1919 unter ihrer Leitung das erste sowjetische staatliche Marionettentheater eröffnet. Aufgeführt wurden Alexander Puschkins Märchen vom Zaren Saltan und Michail Kusmins Räuberhöhle mit Erfolg. 1924 gab sie ihre Theatertätigkeit auf und ging mit ihren Kindern Wassili (1915–1989) und Aljona (1921–1933) für vier Jahre nach Paris.
Nach der Rückkehr trennte sich Schaporina 1929 von ihrem Mann und lebte mit ihren Kindern in Detskoje Selo.  In den 1930er Jahren gehörte sie zum Freundeskreis Alexei Tolstois. Sie war mit praktisch allen Künstlern Leningrads bekannt.
Schaporina übersetzte ins Russische auch Werke von Stendhal, Gottfried Keller und Carlo Goldoni sowie Igor Strawinskys Chroniques de ma vie und Kusma Petrow-Wodkins französische Briefe an seine Frau.
Im Deutsch-Sowjetischen Krieg überlebte Schaporina die Leningrader Blockade. Von Juli 1941 bis Juli 1942 arbeitete sie als Krankenschwester. Nach dem Ende der Blockade sammelte sie zwei Jahre lang Materialien zu Theater und Musik während der Blockade für das Forschungsinstitut für Theater und Musik.
Schaporina hatte seit 1898 ein Tagebuch geführt, das sie bis zu ihrem Tode fortführte.